# Murks
Murks is een jongerentaal, gesproken door autochtone jongeren, waarbij het Nederlands van allochtone jongeren wordt geïmiteerd. Deze imitatie beperkt zich voornamelijk tot het vlak van intonatie en uitspraak. Sprekers van het Murks gebruiken echter ook algemeen bekende woorden uit de straattaal (waarmee men Murks niet mag verwisselen) en maken opzettelijk grammaticale fouten.

## Geschiedenis
Murks werd "ontdekt" in 1999. In 1998 begon het onderzoeksprogramma Talen en Culturen in het Utrechtse Lombok en Transvaal (TCULT), dat tot doel had de vermenging en verandering van talen en culturen in een multi-etnische wijk in Utrecht te bestuderen. In het kader van dit onderzoek stuitte Jacomine Nortier, universitair docente sociolinguïstiek bij de faculteit Letteren in Utrecht, op een groepje autochtone jongeren. Het waren allemaal jongens tussen de veertien en de vijftien jaar, bevriend met elkaar en hadden hoogopgeleide ouders. Toen aan een van hen een lijst van uit vorig onderzoek gekende straattaalwoorden werd voorgelegd, gaf hij aan deze niet te kennen. Hij vertelde echter dat ze in hun vriendengroep wel een aparte manier van praten hadden: ze deden het accent en de uitspraak van "buitenlanders" na. Deze "aparte manier van praten" was wat men later het Murks zou gaan noemen.
De naam Murks werd niet bedacht door Jacomine Nortier. Een aantal meisjes noemden de bovengenoemde manier van praten "Murks" tijdens het onderzoek; Nortier nam deze term over. Het is een samenvoeging van de woorden "Marokkaans" en "Turks" en heeft dus niets te maken met het Utrechtse café Murk, zoals ook al is voorgesteld.

## Kenmerken
Murks en Standaardnederlands verschillen vooral qua uitspraak en intonatie, in mindere mate qua grammatica en maar een beetje qua woordenschat.
Enkele belangrijke kenmerken qua uitspraak (die daarom niet noodzakelijkerwijs door alle sprekers in dezelfde mate worden gebruikt) zijn:
- het uitspreken van de [s] in sch als een stemloze postalveolaire fricatief ([š], de sj in "sjaal") - "Schoen" wordt dus als [šxun] uitgesproken -
- het uitspreken van de tje-klank (bijvoorbeeld in "weet je") als een stemloze postalveolaire affricaat ([tʃ], de tj in "tja"),
- een hardere en scherpere g en s dan in het standaardnederlands,
- een rollende r,
- een zeer stemhebbende [z],
- het uitspreken van ei/ij als ai of ook wel als ee (blee i.p.v. blij).

Een opvallend kenmerk qua intonatie is het uithalen aan het begin van een zin. Sprekers beginnen vaak met een uitroep zoals "Ah" of "Tezz" en laten daarbij hun stem ongeveer een octaaf omhooggaan. Ook in de rest van de zin gaat de stem omhoog op plaatsen waar dit in het standaardnederlands ongebruikelijk is.
Op grammaticaal vlak maken sprekers van Murks opzettelijk fouten die leerders van het Nederlands ook geregeld maken, zoals overmatig gebruik van het werkwoord "gaan" of het gebruik van foute lidwoorden (“die ding”, “die meisje”) of helemaal geen lidwoorden (“Geef me hand”, “Ik moet naar winkel”).
De woordenschat van Murks is min of meer die van het Standaardnederlands. Er worden echter ook enkele algemeen bekende straattaalwoorden in gebruikt. Dit kunnen woorden uit in Nederland gesproken minderheidstalen zijn, zoals "tezz" ("shit") en "wolla" ("ik zweer het" - wordt als krachtterm gebruikt) uit het Arabisch, maar dat moet niet. Woorden zoals "vet" en "strak" werden vroeger bijvoorbeeld ook veelvuldig gebruikt. Tegenwoordig worden vergelijkbare woorden alleen door volwassenen gebruikt die Murks proberen na te bootsen, echter heeft dit geen gewenst resultaat.
Samengevat kan dus gezegd worden dat Murks een imitatie is van mensen die het Nederlands niet helemaal goed beheersen. In Utrecht, waar het Murks het meest bestudeerd is, zijn deze mensen voornamelijk Marokkanen, een groep die de jongeren die Murks spreken vaak niet van Turken kunnen onderscheiden. In andere delen van Nederland bestaan andere vormen van Murks (daar niet altijd onder die naam bekend) die op andere groepen mikken, zoals de Surinamers.

## Gebruik
Er zijn verschillende redenen waarom jongeren Murks gebruiken. Vooral de jongens kijken op naar de Marokkanen. Hoewel ze er over het algemeen weinig contact mee hebben vinden ze hen namelijk wel stoer. Door hun manier van praten te imiteren kunnen ze even dat stoere imago overnemen. Voor meisjes speelt dit aspect van stoerheid geen (of bijna geen) belang. Verder geeft het gebruiken van Murks het gevoel "erbij te horen": door het nadoen van een stereotype van een bepaalde bevolkingsgroep kunnen de sprekers van Murks de verschillen tussen die groep en de eigen benadrukken; dit verstrekt het saamhorigheidsgevoel. Daarnaast vinden de sprekers het ook gewoon tof.
Soms merk je dat wel dat ze gewoon in een groepje zitten te praten en dan komen er toevallig een paar Marokkaanse jongens langs of zo en dan gaan ze ineens heel beschaafd Nederlands praten.
De sprekers van Murks houden het taaltje strikt binnen de eigen (autochtone) groep. Murks wordt immers beledigend gevonden voor de groepen die geïmiteerd worden en de sprekers van Murks zijn zich daar ook van bewust; ze gebruiken het niet als allochtone jongeren in de buurt zijn. Dit heeft tot gevolg dat veel Marokkanen niet weten dat Murks bestaat.
Murks is een tijdelijk fenomeen. Jongeren die Murks gebruiken houden daar na een paar jaar weer mee op en verleren het.

## Verschillen met straattaal
Er zijn grote verschillen tussen Murks en straattaal:
- Murks wordt vooral gesproken door Nederlandse jongeren die beperkt contact hebben met hun allochtone leeftijdsgenoten. Straattaal wordt daarentegen gesproken door jongeren van verschillende etnische groepen die intensief met elkaar omgaan.
- Straattaal omvat veel meer leenwoorden uit andere talen.
- Jongeren zeggen helemaal zichzelf te zijn als ze straattaal spreken, terwijl Murks slechts een vorm van nabootsen is.